# コーキー・ロマーノ FBI潜入捜査官?
『コーキー・ロマーノ FBI潜入捜査官?』（コーキー・ロマーノ FBIせんにゅうそうさかん、Corky Romano）は、2001年に公開されたアメリカ映画。アクション、コメディ、ホームドラマ。ロブ・プリッツ初監督作品。

## あらすじ
著名な造園家のフランシス・ロマーノ（ピーター・フォーク）。彼の裏の顔は、マフィアのボスだった。彼は側近弁護士レオの密告で窮地に立たされ、その過労が祟り倒れてしまう。病床で彼は、自身が事件に関わった証拠を持ち去り隠滅せよ、と息子たちに命じる。だが、ファミリーの顔ぶれは既にFBIに知るところとなっている。そこで白羽の矢が立ったのは、昔に勘当した三男のコーキー（クリス・カッテン）であった。しかし、問題が生じる。ひとつは、コーキーは父フランシスが実はマフィアのボスであることを知らなかった事。そしてもうひとつは、獣医として働くコーキーに、FBIへ潜入し使命を果たせるかどうかが未知数であった事だった。コーキーの愚鈍さはどう見ても、この任務には不向きであったのだ。

## キャスト
※括弧内は日本語吹替
- コーキー・ロマーノ - クリス・カッテン（三ツ矢雄二）
- フランシス・ロマーノ - ピーター・フォーク（納谷悟朗）
- ポーリー・ロマーノ - ピーター・バーグ（堀内賢雄）
- ピーター・ロマーノ - クリス・ペン（塩屋浩三）
- レオ・コリガン - フレッド・ウォード（若本規夫）
- ハワード・シュースター - リチャード・ラウンドトゥリー（池田勝）
- ケイト・ルッソ捜査官 - ヴィネッサ・ショウ（高島雅羅）
- ブリック・デイヴィス捜査官 - マシュー・グレイヴ（玄田哲章）
- ボブ・コックス捜査官 - ロジャー・ファン（星野充昭）
- テレンス・ダーネル捜査官 - デイヴ・シェリダン（檀臣幸）